# クロニクル・アラウンド・ザ・クロック
『クロニクル・アラウンド・ザ・クロック』（くろにくるあらうんどざくろっく）（略称：『クロクロ』）は、津原泰水による日本の小説
。
2012年より新潮社yom yomに連載、第一部『爛漫たる爛漫』として新潮文庫より刊行された。続く第二部『廻旋する夏空』は2013年、完結編である第三部『読み解かれるD』は2014年に新潮文庫より書き下ろしで刊行。
また、2015年に河出書房より、加筆修正の上、四六判単行本の形態で合本が刊行された。2019年、合本版が電子書籍として配信された。

## 概要
ロックバンドに関わる殺人事件の謎をめぐる、ロック小説であり青春小説でありミステリ小説である。
全編が少女である主人公の一人称で語られる（後述）。

## 主な登場人物
向田くれない（むこうだ　くれない）
語り手であり主人公。物語の開始時点において17歳。音楽ライターである母親の伝手で、ロックバンド〈爛漫〉や岩倉らと関わりを持つようになる。絶対音感と、音に関する並外れた記憶力の持ち主。中学時代に不登校となり、卒業後も無職である。
新渡戸鋭夫（にとべ　えつお)
ロックバンド〈爛漫〉で作曲を担当。弟の死後は表舞台にも立つようになる。
新渡戸利夫（ニッチ）（にとべ　としお／にっち)
新渡戸鋭夫の弟。ロックバンド〈爛漫〉でボーカルを担当。物語開始時点で故人。
板垣史朗（いたがき　しろう)
ロックバンド〈爛漫〉でベースを担当。
二宮獅子雄（レオ）（にのみやししお／れお)
ロックバンド〈爛漫〉でリードギターを担当。
福澤圭吾（ふくざわ　けいご)
ロックバンド〈爛漫〉でドラムを担当。
岩倉理（いわくら　おさむ）
高名なギタリスト。主人公の母親と旧知の仲。
赤羽根菊子（あかばね　きくこ）
主人公の出身中学の教師。著者の少女小説作品『あたしのエイリアン』シリーズの登場人物（後述）。
岡村五月（おかむら　さつき）
小説家。著者の少女小説作品『あたしのエイリアン』シリーズの登場人物（後述）。

## 作品一覧
『クロニクル・アラウンド・ザ・クロックⅠ　爛漫たる爛漫』（新潮社・2012年）
『クロニクル・アラウンド・ザ・クロックⅡ　廻旋する夏空』（新潮社・2013年）
『クロニクル・アラウンド・ザ・クロックⅢ　読み解かれるD』（新潮社・2014年）
『クロニクル・アラウンド・ザ・クロック』（河出書房・2015年）（電子書籍版2019年）
　　※上記3作の合本。改行を減らすなどの加筆修正がなされ、また冒頭に序章である『Preludio』が加えられている。

## 少女小説作家時代の著作との関連
著者は文筆業の初期に「津原やすみ」名義で少女小説を執筆しており、本作は当時の読者を強く意識して執筆されている。
そのことにより、「津原泰水」名義で執筆された他作品の多くではみられない以下のような特徴がある。
- ティーンエイジャーの少女の一人称で語られている。
- 文庫版は、当時の少女小説の慣例に従い、改行を増やした文体が用いられている。[5]
- 当時の少女小説の慣例に従い、文庫版には各巻に「あとがき」が設けられている。[1]
- 「あとがき」では著者の一人称は回避されている。（少女小説執筆当時、版元の意向により性別を伏せるため、あとがきでの一人称を回避していたことによる）[5]

※2017年刊行の『歌うエスカルゴ』あとがきにおいても同様の配慮がなされている。このあとがきも少女小説時代の読者を意識した内容となっている。
- 少女小説での代表作『あたしのエイリアン』シリーズのキャラクターが、年齢を重ねて登場する（「主な登場人物」の項を参照）（著者はこれを「続篇」であると発言している[7]）。
- 新潮文庫の広告の紹介文に旧名義が明示されている。[8]